# Eosentomon pinkyae
Eosentomon pinkyae är en urinsektsart som beskrevs av Javier I. Arbea-Polite 1990. Eosentomon pinkyae ingår i släktet Eosentomon och familjen trakétrevfotingar. Inga underarter finns listade i Catalogue of Life.